# Heinz Tamm
Heinz Tamm (* 28. August 1922 in Zehdenick; † 17. März 2017) war ein deutscher Fußballspieler und Autor.

## Leben
Heinz Tamm absolvierte eine Verwaltungslehre in der Stadtverwaltung von Zehdenick und arbeitete im Anschluss zwölf Jahre als Standesbeamter. Von 1960 bis 1987 war er ebendort als Jugendfürsorger tätig.
Besondere Verdienste um seine Heimatstadt erwarb er sich mit mehreren Büchern zur Zehdenicker Sport- und Fußballgeschichte. Laut der Laudatio anlässlich der Verleihung der Ehrenbürgerwürde verfügt keine andere, von der Größenordnung her mit Zehdenick vergleichbare Stadt, „über eine so fundierte fußballsportliche Chronik. Noch im Alter von 93 Jahren recherchierte Dr. Tamm für das Festbuch zur 800-Jahr-Feier Zehdenicks 2016 und schrieb in einem umfangreichen Beitrag über die 100-jährige Sportgeschichte der Havelstadt.“
Im Jahr 2016 wurde er aufgrund seines gesellschaftlichen Engagements zum Ehrenbürger seiner Heimatstadt ernannt.

## Sportlicher Werdegang
Von 1932 bis 1995 war Tamm aktiver Spieler im SV Zehdenick 1920 e. V. und dessen rechtlichen Vorgängern; gewann dort 4 Meisterschaften und erzielte 1950 den heute noch gültigen Torschützenrekord mit 96 Toren. Er war in den 1940er Jahren, besonders kurz vor Kriegsende, an der Seite des reaktivierten Hanne Sobek Mittelstürmer der 1. Mannschaft von Hertha BSC und hatte dort 25 Einsätze. Mitspieler wie Emil Krause, Bram Appel, Fritz Balogh und andere würdigt er in seinem Buch Lebenselixier Fußball (vgl. Literatur) einzeln und ausführlich.
Mit Anfang 30, fast zehn Jahre nach seinen Spielen in der Gauliga, kam Tamm 1954 noch zu zwei Einsätzen in der DDR-Oberliga im Trikot von Rotation Babelsberg. Mehr konnten es nicht werden, weil er „aus familiären Gründen wohnungs- und arbeitsmäßig in Zehdenick verblieb“ (und kein Auto besaß).

## Bücher
- 1994: Rund um den Zehdenicker Fußball. Chronologische Darstellung der 73 Jahre fußballsportlicheer Entwicklung der Havelstadt. SV Zehdenick 1920 e. V., Zehdenick
- 1999: Die Jahre vor 2000 – Quo vadis Zehdenicker Fußball? SV Zehdenick 1920 e. V., Zehdenick
- 2009: Das dritte Zehdenicker Fußballbuch. SV Zehdenick 1920 e. V., Zehdenick.
- 2007: Legenden des Fußballs: Berühmte Spieler und große Mannschaften des 20. Jahrhunderts. ‎ Bussert u. Stadeler, Quedlinburg, ISBN 978-3-932906-68-8.
- 2013: Lebenselixier Fußball. Bussert u. Stadeler, Quedlinburg, ISBN 978-3-942115-24-7.